# Lonsdaleit
A lonsdaleit, amelyet a kristályszerkezete alapján hexagonális gyémántnak is neveznek, egy ritka, de természetes körülmények között is előforduló szénmódosulat. Ez a világon az egyik legkeményebb ismert anyag, elméleti keménysége lényegesen magasabb a gyémántnál is. Nevét Kathleen Lonsdale tiszteletére kapta.

## Létrejötte, előállítása
Természetes körülmények között akkor jön létre, amikor grafitot tartalmazó meteorit ütközik a Földnek. Ilyenkor a nagy hő hatására a grafit gyémántszerű szerkezetűvé alakul át, de úgy, hogy megőrzi a rá jellemző hatszögletű kristályrácsot is. A természetben először 1967-ben azonosították a Canyon Diablo meteorit becsapódásának helyszínén, ahol a gyémánthoz kapcsolódó mikroszkopikus kristályok formájában fordul elő.
A lonsdaleit mikroszkopikus kristályokként fordul elő többféle meteorit anyagában és egyes üledékekben. Felbukkanása bizonyos helyi tőzeglerakódásokban azt valószínűsíti, hogy a tunguszkai eseményt ugyancsak egy meteorit idézte elő, nem pedig egy üstökös töredékének becsapódása.
Laboratóriumi szintéziséről az első tudományos publikáció szintén 1967-ben született meg, mely szerint grafit statikus sajtolásával, illetve a robbanóanyagok használatával történő tömörítésével és hevítésével is sikerült előállítani.

## Tulajdonságai
Megjelenését illetően átlátszó, barnássárga színű anyag, törésmutatója 2,40-2,41, elméleti keménysége a számítógépes szimulációk szerint lényegesen (akár 58%-kal) meghaladja a gyémánt keménységét, de a természetes minták ennél alacsonyabb keménységet mutattak, viszonylag széles értékhatárok között (7-8 a Mohs-féle keménységi skálán). Ez utóbbi jelenség oka a feltételezések szerint az, hogy a vizsgált mintákban rácshálózati hibák és szennyeződések voltak. Egyesek megkérdőjelezik, hogy tekinthető-e a lonsdaleit egyáltalán különálló anyagnak, mivel a kristálytani vizsgálat alatt álló mintákban nem sikerült kimutatni egyöntetű hexagonális rácsszerkezetet, inkább a köbös gyémántszerkezet dominált, melyet hatszögletű szekvenciákat tartalmazó szerkezeti hibák tarkítottak.
A lonsdaleit röntgendiffrakciós adatai kvantitatív elemzésével kimutatták, hogy körülbelül egyenlő mennyiségben vannak jelen benne hexagonális és köbös szekvenciák. Következésképpen egyesek azt vetették fel, hogy a lonsdaleite legpontosabb szerkezeti leírása rendezetlen szerkezetű gyémánt lenne. Másrészt, a közelmúltbeli in situ röntgendiffrakciós sokk-kísérletek erős bizonyítékot szolgáltatnak a viszonylag tiszta lonsdaleit keletkezésére olyan dinamikus, nagynyomású környezetekben, mint például a meteorit-becsapódások.
Szimulációk szerint a lonsdaleit 58%-kal keményebb, mint a gyémánt és ellenáll akár 152 GPa nyomásnak is, míg a gyémánt már 97 GPa-nál eltörik.

## Fordítás
Ez a szócikk részben vagy egészben  a   Lonsdaleite című angol Wikipédia-szócikk fordításán alapul.  Az eredeti cikk szerkesztőit annak laptörténete sorolja fel. Ez a jelzés csupán a megfogalmazás eredetét és a szerzői jogokat jelzi, nem szolgál a cikkben szereplő információk forrásmegjelöléseként.